# 田中 (弘治進士)
田中（1473年—？），字立夫，錦衣衛校籍直隸新城縣人，明朝政治人物。

## 生平
順天府鄉試第一百三十一名舉人。弘治十五年（1502年）中式壬戌科會試第一百八十九名，三甲第一百一十七名進士。

## 家族
曾祖田世能；祖父田禎；父田順，母張氏。具庆下。弟田和。